# Johann Meinrad Guggenbichler

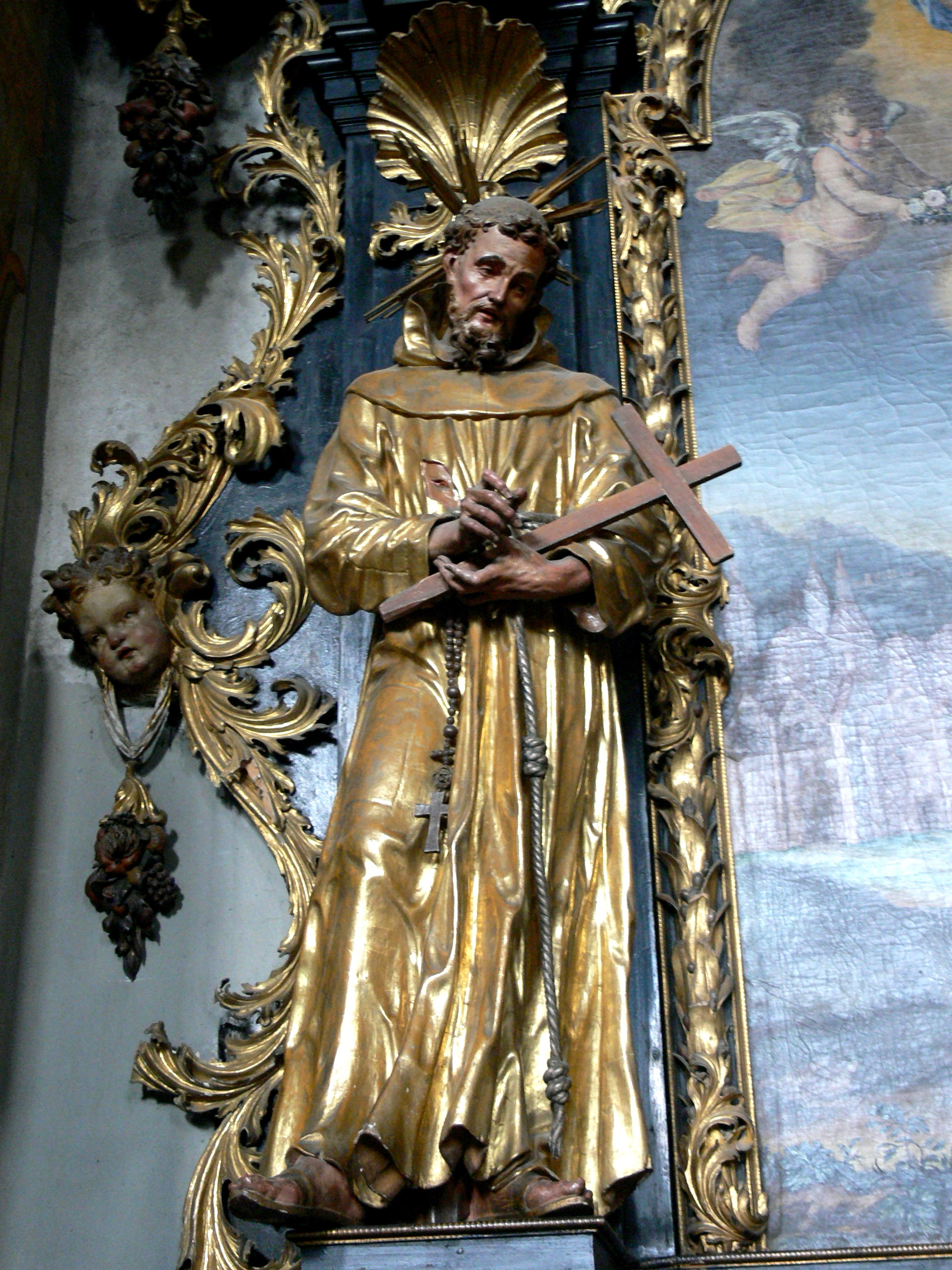
Estátua de São Francisco de Assis, Igreja paroquial de Sankt Wolfgang im Salzkammergut

Johann Meinrad Guggenbichler (Einsiedeln, 17 de abril de 1649 - Mondsee, 10 de maio de 1723) foi um escultor da Suíça, ativo na Áustria, um dos mais importantes escultores barrocos de sua geração. Era filho de Georg Guggenbichler e pode ter estudado na Itália. Em torno de 1670 trabalhou no Mosteiro de Sankt Florian perto de Linz e em seguida na igreja paroquial de Strasswalchen. Em 1679 fixou-se em Mondsee, onde trabalhou para o mosteiro local.